# 8月27日 (旧暦)
旧暦8月27日は旧暦8月の27日目である。六曜は仏滅である。

## できごと
- 天智天皇2年（ユリウス暦663年10月4日） - 白村江の戦い
- 仁安元年（ユリウス暦1166年9月23日） - 六条天皇の即位のため永万より仁安に改元
- 元徳3年/元弘元年（ユリウス暦1331年9月29日） - 元弘の変: 倒幕計画が発覚した後醍醐天皇が神器とともに奈良・笠置山に逃れる
- 天正元年（ユリウス暦1573年9月23日） - 織田信長が、妹・お市の方の嫁ぎ先である浅井長政の近江・小谷城を攻撃
- 明治元年（グレゴリオ暦1868年10月12日） - 京都御所で明治天皇の即位の大礼を挙行

## 誕生日
- 周・霊王20年（ユリウス暦紀元前551年9月28日） - 孔子、思想家・儒教の祖（+ 紀元前479年）
- 天保9年（グレゴリオ暦1838年10月15日） - 上野彦馬、写真家（+ 1904年）

## 忌日
- 天安2年（ユリウス暦858年10月7日） - 文徳天皇、55代天皇
- 正徳4年（グレゴリオ暦1714年10月5日） - 貝原益軒、儒学者（* 1630年）